# Arcana
«Arcana» — другий студійний альбом австрійського симфонічного павер-метал-гурту Edenbridge. Реліз відбувся 29 березня 2001 через лейбл Massacre Records. В Японії альбом вийшов 5 грудня 2001 через лейбл Nexus Records.

## Список композицій
1. "Ascending" (01:07)
2. "Starlight Reverie" (04:12)
3. "The Palace" (06:55)
4. "A Moment Of Time" (04:05)
5. "Fly On A Rainbow Dream" (04:41)
6. "Color My Sky" (04:33)
7. "Into The Light" (05:21)
8. "Suspiria" (05:09)
9. "Winter Winds" (04:41)
10. "Arcana" (09:48)
11. "Velvet Eyes Of A Dawn (європейський бонусний трек обмеженого видання)" (06:16)
12. "The Whisper Of The Ages (японський бонусний трек)" (06:07)

## Учасники запису
Edenbridge
- Сабіна Едельсбахер – вокал
- Арне "Ланвалль" Стокхаммер – електрогітара, ритм-гітара, клавішні
- Роланд Навратил – ударні
- Андреас Айблер – гітари
- Курт Беднарскі – бас-гітара